# Novovoronyezsi Atomerőmű
A Novovoronyezsi Atomerőmű (oroszul Нововоронежская АЭС) egy orosz nukleáris erőmű Novovoronyezs város mellett, a Voronyezsi területen, az első kiépítés helyszínén, az épülő Novovoronyezs 2 mellett.

## Leírása
Területén már több különböző VVER-reaktor prototípusa is megépült, az első blokk VVER-210 típusú (1964–88 között üzemelt), a második VVER-365 típusú (1970–90 között üzemelt) összesen 533 MW villamos teljesítménnyel, a 3. VVER-440 (1972–2016 között üzemelt), a negyedik ugyanilyen 1973 óta van üzemben, és 2017-ben kell leszerelni. Ez utóbbi kettő 440 MW névleges és 500 MW tényleges villamos teljesítménnyel (összes nukleáris hőteljesítménye 1000 MW körüli) a paksi erőmű működő négy blokkjával megegyező típusúak. Az ötödik reaktor VVER-1000 típusú 1980 óta működik, várhatóan 2036-ig.

## Jövője
A telephely mellett folyamatban van két VVER-1200-as reaktorblokk építése, a Novovoronyezs 2-n, amilyeneket a Paks 2 projektben terveznek.

## Fordítás
Ez a szócikk részben vagy egészben  a   Centrale nucleare di Novovoronež című olasz Wikipédia-szócikk ezen változatának fordításán alapul.  Az eredeti cikk szerkesztőit annak laptörténete sorolja fel. Ez a jelzés csupán a megfogalmazás eredetét és a szerzői jogokat jelzi, nem szolgál a cikkben szereplő információk forrásmegjelöléseként.

## Külső hivatkozások
- Publikációk
- Reaktorhelyzet
- Reaktorhelyzet 2
- Reaktorhelyzet 3
- Reaktorhelyzet 4
- Reaktorhelyzet 5